# Fatuche

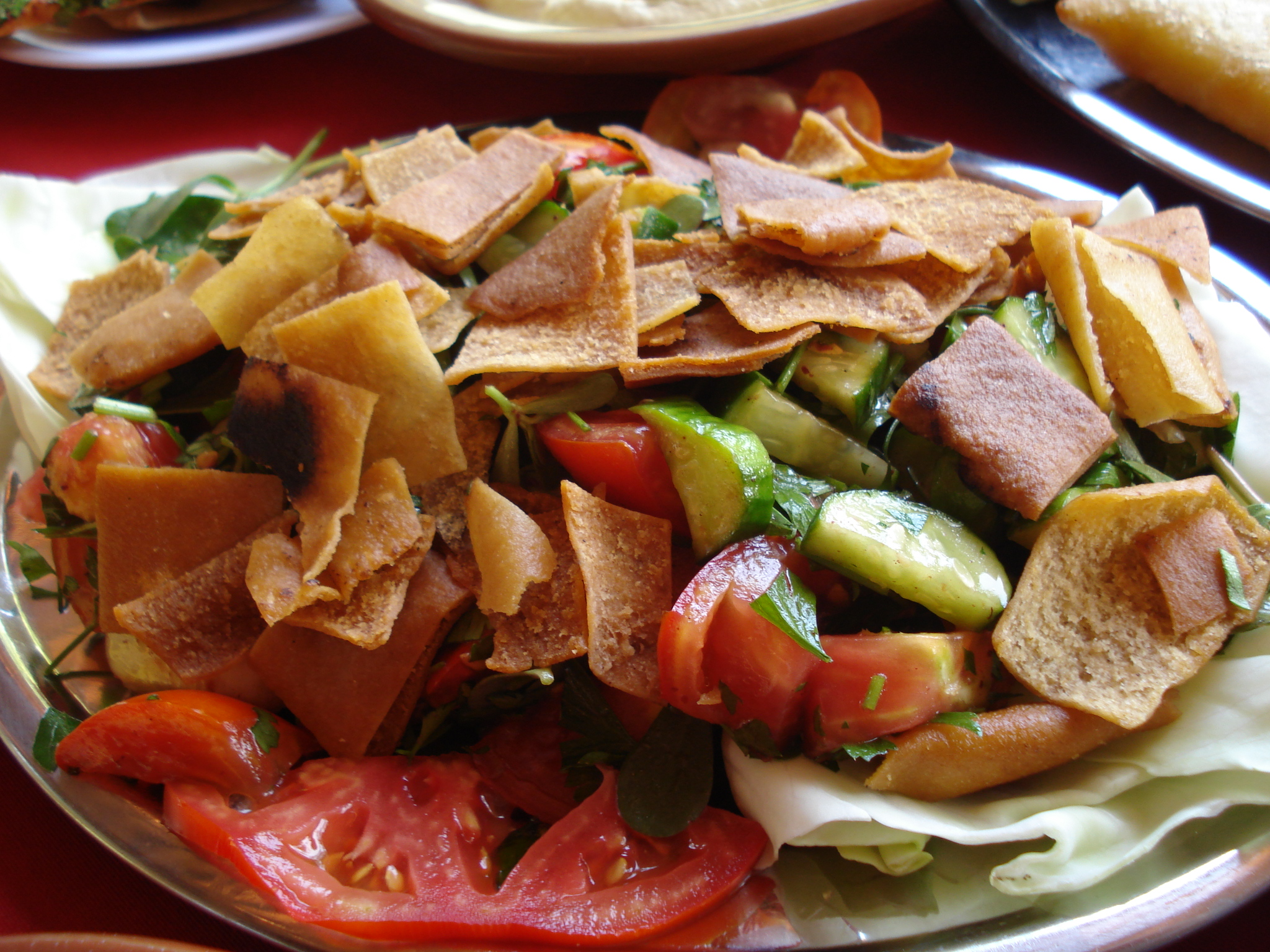
Salada fatuche.

Fatuche, ou Fattoush, (em árabe فتوش, «pão úmido», pronunciado /fatˈtuːʃ/) é uma salada típica da culinária libanesa dos países da região do Levante, entre eles a Síria e o Líbano. A salada é elaborada com diferentes verduras e legumes, como tomate e rabanete, servidos junto com pão libanes (ou pita) torrado, cortado em cubos ou tiras. Em comparação com o tabule, as verduras usadas no fatuche são cortadas em pedaços maiores. Como tempero, geralmente se utiliza o sumagre, que proporciona um sabor ácido característico ao prato, muitas vezes acrescido de suco de limão.